# 女神のちからこぶ
女神のちからこぶ（めがみの - ）はテレビ朝日にて1997年10月4日から1998年9月26日まで毎週土曜9:30～11:20に放送された生放送の情報番組であった。前番組までと同様に20代～30代の女性を主な視聴者層に設定していた。

## エンディングテーマ曲
- 「あなたをただ愛して ただそれだけで生きてゆける」 秋吉契里
- 「陽のあたる街」 春原佑紀
- 「いちご畑」ラズベリー

| テレビ朝日 土曜9:30 | テレビ朝日 土曜9:30 | テレビ朝日 土曜9:30 |
| 前番組              | 番組名              | 次番組              |
| ------------------- | ------------------- | ------------------- |
| ラ・ラ☆Kiss         | 女神のちからこぶ    | 恋するアミパラ      |